# Gedeón (revista)
Gedeón fue una revista satírica publicada en la ciudad española de Madrid entre 1895 y 1912.

## Historia

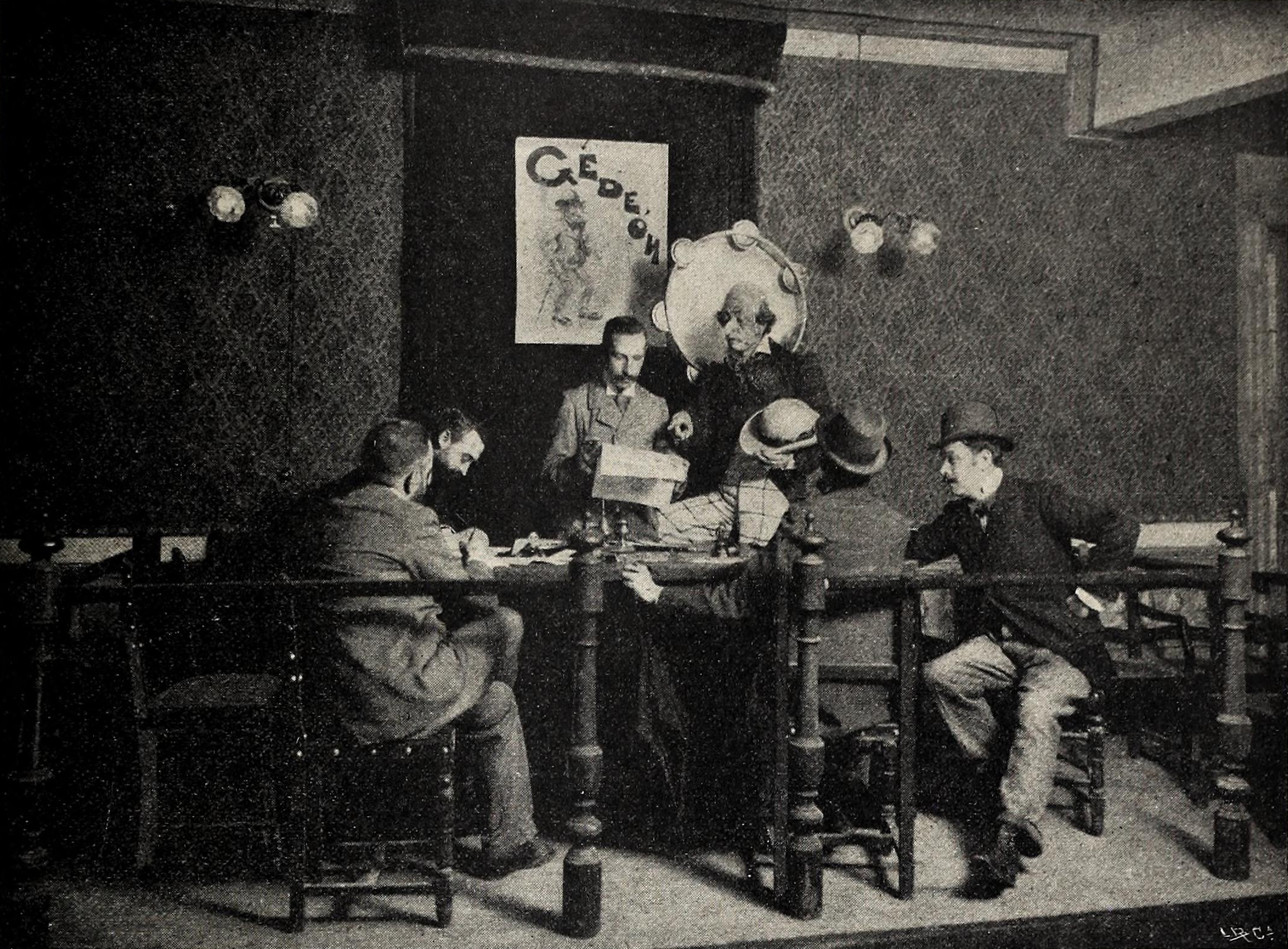
Redacción de Gedeón (1896)

A la revista, cuyo primer número apareció en noviembre de 1895, dentro de su género se la clasifica como de fuerte «intencionalidad política». Con periodicidad semanal, cesaría su publicación en 1912.
Los principales objetivos de la sátira y crítica política de la publicación fueron el Partido Liberal y el Partido Socialista Obrero Español. En noviembre de 1898 la revista fue suspendida por publicar una ilustración caricaturizando a distintos miembros del Partido Liberal, aun así seguiría emitiendo números bajo el título de «Calínez».
Colaboraron en ella dibujantes como Pedro Antonio Villahermosa «Sileno», Joaquín Moya, Manuel Tovar, Francisco Sancha Lengo, Vera, Joaquín Xaudaró o Ramón López Montenegro.
En 1904 fue adquirida por Rodrigo de Figueroa y Torres y finalmente, en 1909, por Torcuato Luca de Tena, que la incorporó a su recién fundada Prensa Española.

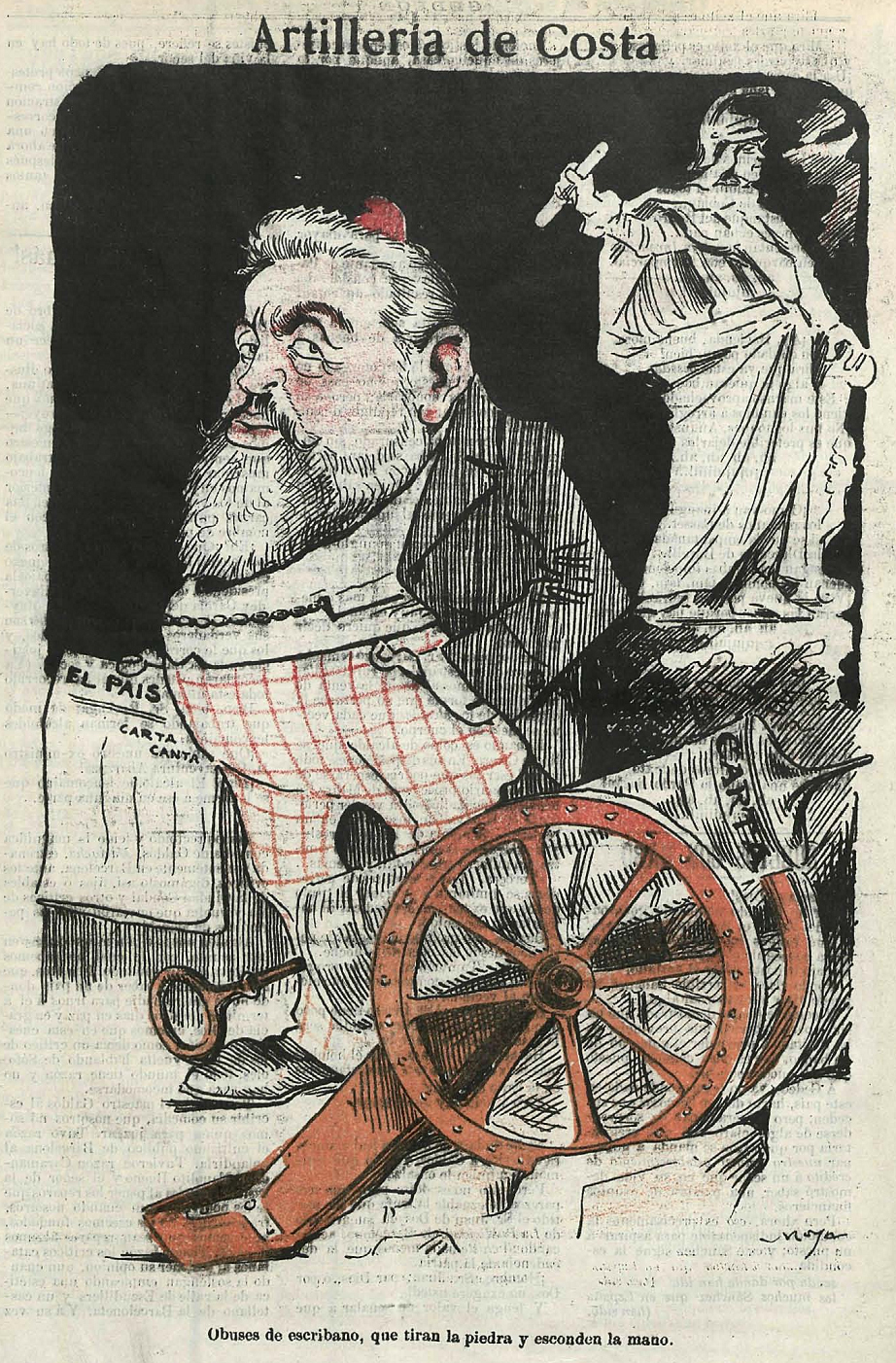
Artillería de Costa, de Moya (1903)
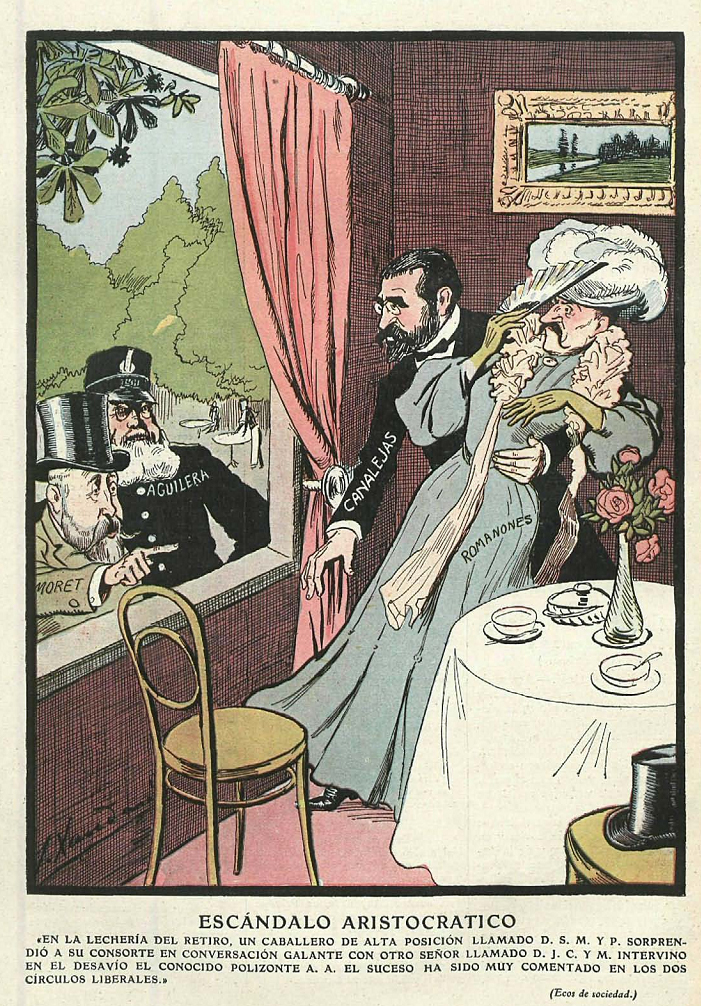
Escándalo aristocrático, de Xaudaró (1904).
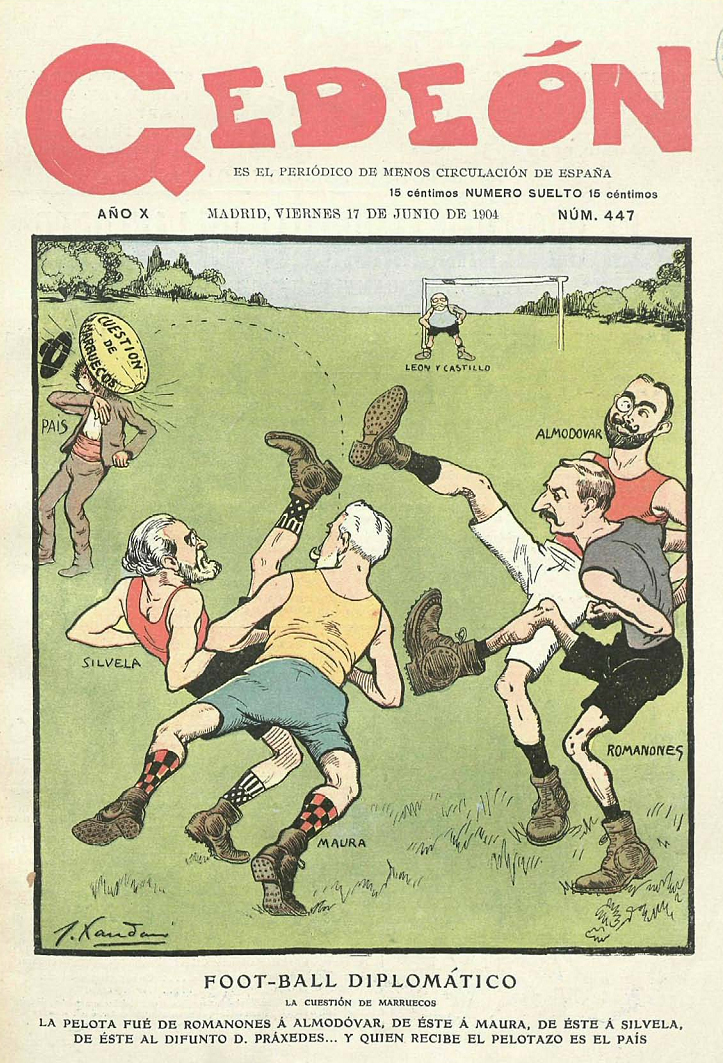
Foot-ball diplomático, de Xaudaró (1904).
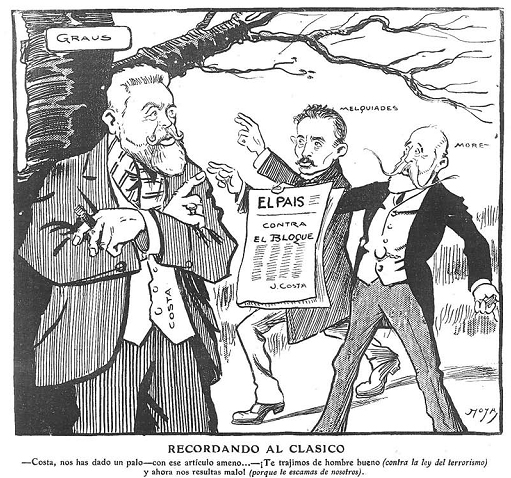
Recordando al clásico, de Moya (1909).
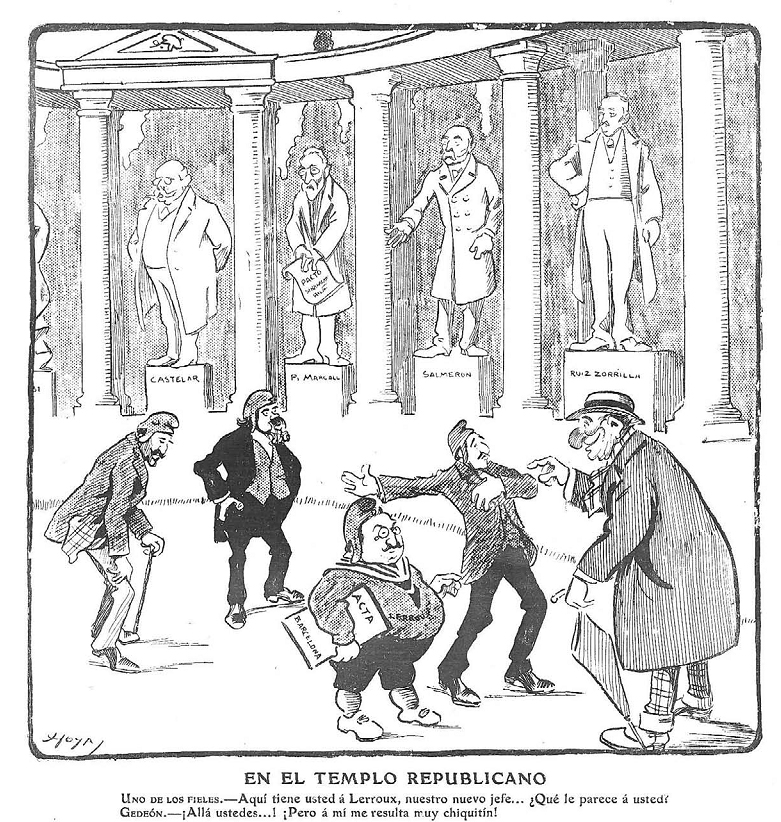
En el templo republicano, de Moya (1909).